# Montescheno
Montescheno là một đô thị ở tỉnh Verbano-Cusio-Ossola trong vùng Piedmont, có cự ly khoảng 120 km về phía đông bắc của Torino và khoảng 30 km về phía tây bắc của Verbania. Tại thời điểm ngày 31 tháng 12 năm 2004, đô thị này có dân số 452 người và diện tích là 22,5 km².
Đô thị Montescheno có các frazioni (đơn vị cấp dưới, chủ yếu là các làng) Barboniga, Cad Mater, Cat Pera, Cresti, Croppo, Ovesco, Progno, Sasso, Selve, Valeggia, Vallemiola, và Zonca.
Montescheno giáp các đô thị: Antrona Schieranco, Bognanco, Domodossola, Seppiana, Viganella, Villadossola.